# Donat d'Arezzo
Pour les articles homonymes, voir Saint Donat, San Donato et Arezzo (homonymie).
Donat d'Arezzo (en latin: Donatus), né à Nicomédie et mort le 7 août 362, est un saint martyr de l'Église catholique. C'est le patron de la ville d'Arezzo, dont il fut le deuxième évêque, le copatron de la cathédrale de Meissen, et le patron de nombreuses villes d'Italie.
Sa fête liturgique est le 7 août (date de son martyre).

## Biographie
Sa vie est mentionnée au Ve siècle par le martyrologe hiéronymien, par la Passio Donati au VIe siècle, et par une hagiographie écrite au haut Moyen Âge par Severinus, évêque d'Arezzo, qu'il qualifie de martyr, tandis qu'il est mentionné comme confesseur de la foi et évêque d'Arezzo selon d'autres sources. Il est mentionné aussi dans une chronique du XIe siècle. Donat était déjà connu par Grégoire le Grand qui avait lu une hagiographie du saint. Selon la tradition, il a été martyrisé sous le règne de Julien.
D'après Severinus, saint Donat s'est installé dans son enfance à Rome avec sa famille. Il perd ses parents pendant une persécution contre les chrétiens et il reçoit l'enseignement d'un prêtre nommé Pimène. Ce dernier aurait aussi éduqué Julien, le futur empereur. Donat atteint celui de lecteur. Saint Pierre Damien écrit plus tard dans ses Sermons que « dans le champ du Seigneur, deux rameaux, Donat et Julien, ont grandi ensemble, mais [que] l'un est devenu un cèdre du paradis, et l'autre un bois de charbon pour les flammes éternelles de l'enfer ».

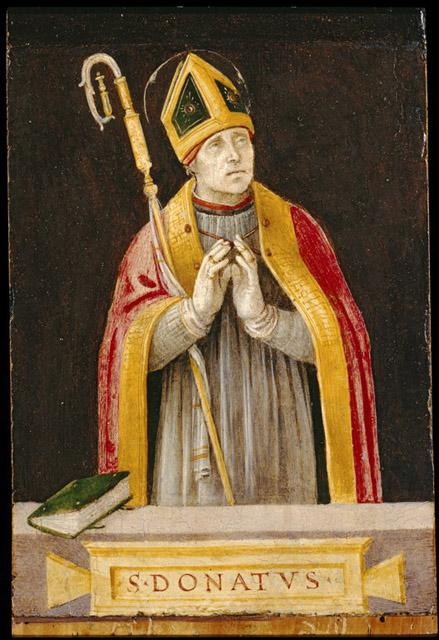
Saint Donat, par Filippino Lippi.

Donat est ordonné prêtre par le premier évêque d'Arezzo, saint Satyre (Satyrus), et commence une action d'évangélisation fructueuse. Il est ensuite ordonné évêque d'Arezzo par Jules Ier, et il est assisté du diacre Anthime.
Julien proclame un édit, le 4 février 362, qui provoque un retour au paganisme et une vague de persécution. Donat est arrêté sur ordre du préfet d'Arezzo, Quadratianus, et décapité le 7 août 362.
Son successeur, l'évêque Gélase, fait construire un martyrium sur le lieu de son supplice, où sera construite plus tard la première cathédrale de la ville.
Ses reliques sont vénérées dans l'église Saint-Donat de Castiglione Messer Raimondo. D'autres se trouvent à Murano à la basilique Santi Maria e Donato, et dans la cathédrale de Mondovi.

## Miracle et légende

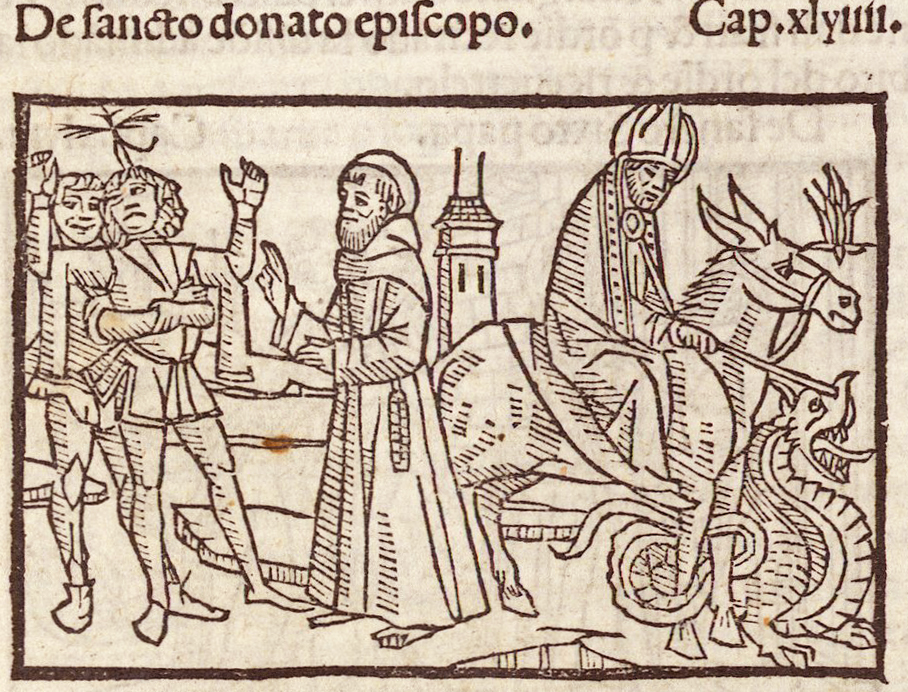
Donat d'Arezzo dans La Légende dorée (1497).

Selon l'hagiographie, saint Donat est en train de célébrer la messe en tenant le calice, lorsque des païens font irruption dans l'église et le brisent. L'évêque ramasse les débris et reconstitue le calice sauf un minuscule morceau, sans que son contenu ne soit répandu. Ce miracle provoque la conversion de soixante-dix-neuf païens. Quadratianus, mis au courant de l'événement, ordonne l'arrestation de saint Donat qui est décapité peu après.
La Passio de Severinus indique que Donat a ramené à la vie une femme nommée Euphrosine, qu'il a combattu et tué un dragon qui avait empoisonné le puits local, qu'il a rendu la vue à une aveugle nommée Syriana, et qu'il a exorcisé un démon qui tourmentait Asterius, le fils du préfet romain d'Arezzo.

## Source
- (it) Cet article est partiellement ou en totalité issu de l’article de Wikipédia en italien intitulé « Donato d'Arezzo » (voir la liste des auteurs).

### Articles liés
- Diocèse d'Arezzo-Cortone-Sansepolcro
- Liste des évêques d'Arezzo